# Chalicotheriidae
Chalicotheriidae är en utdöd familj däggdjur som levde från cirka 40 miljoner år sedan fram till 3,5 miljoner år sedan.  De tillhör ordningen uddatåiga hovdjur, men hade trots detta kraftiga klor i stället för hovar på framfötterna. Fossil som räknas till familjen hittades i Nordamerika, Eurasien och Afrika.

## Kännetecken
Individerna hade ett jämförelsevis litet huvud som satt på en lång hals. Bålen var robust. Påfallande var de stora klorna vis främre och bakre extremiteter. Detta särdrag skiljer de tydlig från dagens uddatåiga hovdjur som har hovar. I familjen skiljs mellan två underfamiljer med mycket olikartad utseende, Schizotherinae och Chalicotherinae. Individer av den förstnämnda underfamiljen gick på fyra fötter och hade förmåga att dra in klorna. Chalicotherinae böjde sina klor däremot åt sidan när de rörde sig, liksom dagens myrslokar. Hos flera arter av Chalicotherinae var de främre extremiteterna tydlig längre än de bakre. Underfamiljerna hade även olikartade tänder.

## Levnadssätt
Individerna levde främst i skogar. Det finns bara ett fåtal fossil och därför är det svårt att få informationer om deras levnadssätt. Som främste födoämne antas löv och de långa främre extremiteterna tjänstgjorde troligen som hjälpredskap för att dra ner grenar och kvistar. Kanske åt de även rötter och rotfrukter.

## Utvecklingshistoria
Som familjens anfader anses ett djur av familjen Lophidontidae. De äldsta kända fossilen daterades till eocen och där skiljs redan mellan 6 släkten. Dessa släkten liknade stark ursprungliga uddatåiga hovdjur som Hyracotherium. Släktena hittades i Nordamerika och Kina. Under oligocen vandrade släktet Schizotherium till Europa. Under miocen när familjen hade sin största artrikedom nådde även släktena Metaschizotherium och Phyllotillon till Europa. Senare under miocen trängdes underfamiljen Schizotherinae undan av Chalicotherinae.
I Afrika som nåddes under miocen och i södra Asien överlevde familjen så långt som tidig pleistocen.

## Underfamiljer och släkten
Enligt Coombs & Margery skiljs mellan följande underfamiljer och släkten:
- †Chalicotheriinae
  - †Anisodon
  - †Butleria
  - †Chalicotherium
- †Schizotheriinae
  - †Ancylotherium
  - †Borissiakia
  - †Chemositia
  - †Kalimantsia
  - †Limognitherium
  - †Lophiaspis
  - †Moropus
  - †Nestoritherium
  - †Tylocephalonyx